# Motolice podivná
Motolice podivná (Leucochloridium paradoxum) je parazitický červ (helmint) z třídy motolic (Trematoda). Jeho mezihostiteli jsou suchozemští plži. Pulzující zelená sporocysta zaplňuje tykadlo plže a tím láká ptáka, který je definitivní hostitel. Dospělý cizopasník žije v ptačí kloace (někdy i v bursa fabricii), kde uvolňuje vajíčka do výkalů.

## Životní cyklus
Druhy rodu Leucochloridium sdílejí podobný životní cyklus. Plž je první mezihostitel, ale funguje i jako druhý mezihostitel, protože v něm vzniká metacerkárie. Hmyzožraví ptáci jsou definitivní hostitelé.
Plž nejdříve sní vajíčka motolice podivné, která se v něm vyvinou do miracidia a dále pak v plžím hepatopankreas do válcovité sporocysty s výběžky. Z jednoho vajíčka vznikne asexuálně jedna sporocysta plná metacerkárií. Obvykle dozrávají dvě až tři sporocysty současně. Jedno nebo obě tykadla plže jsou přes den zaplněna sporocystami.
Když je sporocysta pozřena ptákem, metacerkárie prochází trávicím traktem a skončí v kloace. Ptákům tento parazit vlastně nijak neubližuje, jelikož se v kloace živí nestrávenými zbytky potravy než dojde k jejich vyloučení. Metacerkárie ztratí mukoidní povlak a vyvine se v dospělce, který je cca 1,5 mm dlouhý. Dospělci jsou hermafrodité a vylučují vajíčka do výkalů ptáka. Publikované odhady délky života dospělce se liší, některé tvrdí týdny, jiné až měsíce.
Některá vajíčka jsou snězená plžem a cyklus se opakuje. V létě jsou vajíčka vypouštěna ptáky a infikují plže. Přes zimu mají vajíčka čas vyrůst do sporocyst a na jaře mohou opět nakazit migrující definitivní hostitele.
V polské studii se sledovalo chování infikovaných a neinfikovaných hlemýžďů rodu Succinea. Infikovaní plži se usazovali na vyšších, více osvětlených a více otevřených místech vegetace. Také delší čas byli aktivní a vytrvaleji mobilní než neinfikovaní plži. Infikovaných mezihostitelů se hýbalo 73% a neinfikovaných mezihostitelů se hýbalo pouze 39%. Plži, kteří se pohybovali, tak dělali v různých směrech (tam-zpět, někdy i v kruzích). Tyto alternace v chování jsou prospěšné pro parazity, jelikož zvyšují viditelnost a přístupnost pro potenciální definitivní hostitele.
Manipulace, která je typickou součástí životního cyklu motolice podivné, je definována (Poulin, 2010): „Je to každá alternace chování, kdy fitness prospívá parazitovi, například infikovaný hostitel se chová tak, že usnadňuje přenosu nebo rozptylu parazita, a tedy dokončení jeho životního cyklu.“

## Chování sporocyst a infekce plžů
Infikovaní mezihostitelé mohou přežít nejméně rok. Jsou stále schopni používat oči, které mají na konci tykadel. Přestože plži infikovaní jinými druhy Leucochloridium se dále rozmnožují, u mezihostitelů motolice podivné se často objevuje redukce pohlavních orgánů.
Dozrálá sporocysta váží až pětinu celkové váhy plže. Sporocysty jsou pulsující a barevné, díky čemuž jsou v průhledném, opuchlém tykadle velmi dobře viditelné. Tykadlo se sporocystou napodobuje vzhled housenky, což povzbuzuje ke konzumaci jejich další hostitele.
Pulzování sporocyst se typicky liší od 40 do 75 pulzů za minutu a záleží především na teplotě. Ve tmě sporocysty přestávají pulzovat a stahují se z tykadel.
Přední konec sporocysty je červený nebo červeno-hnědý s černými fleky, dále mají zelené úseky a malé hnědé úseky. Následují zelené proužky, které pokračují až k zadnímu konci.
Sporocysty asexuálně produkují mnoho bez ocasatých cerkárií, které se vyvíjejí v metacerkárie uvnitř sporocyst. Dozrálá metacerkárie má oválný tvar: 1,2 x 0,8 mm. Ultrastruktura pláště a subplášťových vrstev sporocyst byla studována ve třech částech motolice podivné a rozdíly byly pozorovatelné v tloušťce povrchového pláště, v počtech a tvarech mikroklk a v tloušťce svalové vrstvy. V této studii byly také poprvé nalezeny struktury, které se dají interpretovat jako součást nervového systému.
U vzhledu a chování sporocyst se jedná o agresivní mimikry, což znamená, že parazit připomíná potravu hostitele, a tak se dostane do jeho těla. To je opak normálního chování agresivních mimiker, kdy pouze část organismu připomíná potravu hostitele a tím ho přiláká a následně sní.
Pozorování v zajetí ukazují, že ptáci bez váhání napadají sporocysty, vytrhávají je z tykadel a polykají je. Plž tento útok může přežít. Sporocysta dokáže odejít z hostitele trhlinou ve stěně těla. Dokáže pokračovat v pulzování až další hodinu a lákat tak definitivního hostitele. Tento proces může být základem mechanismu bránícího nadměrné infekce plžů.

## Identifikace

Leucochloridium perturbatum, dospělé stádium, Záhlinice (ČR) 5/2016

Nejjednodušší způsob rozeznání druhů Leucochloridium je podle barvy jejich sporocyst v tykadle mezihostitele. Motolice podivná má zeleně pruhované sporocysty s tmavě hnědými a černými skvrnami a s černo-hnědou nebo červeno-hnědou špičkou. Dnes tato metoda ještě může být ověřena sekvencí ribosomální DNA (rozdíl ve velikosti 6,8% v ITS lokusu).
Mezihostitel může být infikován více druhy Leucochloridium najednou. Infekce třemi druhy je velmi nezvyklá a většinou je jeden druh potlačen nebo mezihostitel umře, ale přesto se tento nález povedl v jedné ruské studii.
Dospělci, kteří se nacházejí v kloace ptáků, jsou celkově méně prozkoumáni, takže určení jejich druhu je mnohem složitější. Morfologické určení se často musí vyloučit, jelikož gonády a střevní trakt v mnoha případech maskují dělohu plnou vajíček.
Dospělec má na břišní straně dvě přísavky, které ho ukotvují na stěně kloaky a na dorsální straně má hladký povrch. Ústní přísavka, hltan a břišní přísavka jsou blízko sebe a často se překrývají. Střevo se rozdvojuje vespodu hltanu a končí v zadní části těla. Nerozvinuté gonády orgánů jsou za břišní přísavkou a mezi dvěma slepými střevy, nicméně varlata a vaječníky většinou nejsou přesně rozeznatelné. 

## Výskyt
Leucochloridium paradoxum se nachází na vlhkých územích, kde se vyskytují i jejich mezihostitelé. Motolice podivná byla původně popsána ve fázi sporocysty, když byla nalezen na ostrově Elba a v Pillnitze, blízko Drážďan.
Další známé lokace jsou ve vlhkých mokřinách a bažinách Polska, České republiky, Běloruska, Ruska, Dánska, Nizozemí, Severní Ameriky a Japonska. Vzácně se mohou vyskytovat v Norsku, Švédsku a Velké Británii. Migrace definitivních hostitelů proto spojuje střední a východní evropské populace.
Druhy Leucochloridium nejspíše infikují endemické druhy slimáka na Ostrově Robinsona Crusoe v Pacifickém oceánu, což je jediný záznam o Leucochloridium na jižní polokouli.
Infikovaní plži jsou nejčastěji nalézáni během června a července, většinou velmi náhodně.
V japonské studii (2016-2018) se dokázalo, že sporocysty motolice podivné v Hokkaidu jsou velmi podobné evropským, v organogenezi nebyl žádný rozdíl, pouze japonské sporocysty mají celkově větší tělo.

## Hostitelé

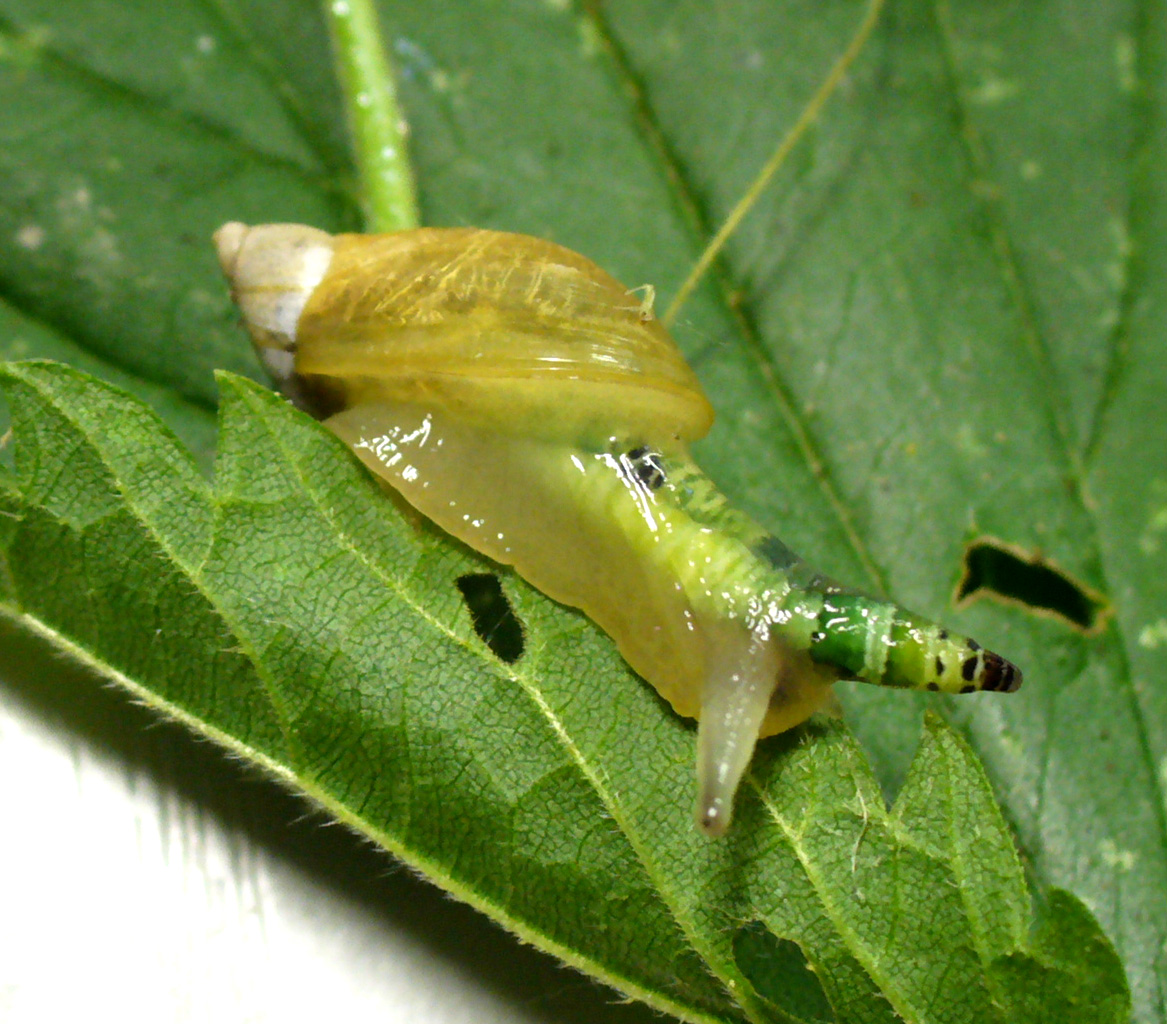
Motolice parazitující na jantarce

Mezihostitelé: Succinea putris, Succinea lauta, Omalonyx gayana
Definitivní hostitelé: ptáci – např. budníček menší (Phylloscopus collybita), červenka obecná (Erithacus rubecula), drozd zpěvný (Turdus philomelos), kos černý (Turdus merula), sýkora koňadra (Parus major), sýkora modřinka (Cyanistes caeruleus), pěnkavovití, vrána, sojka, vrabec, experimentálně zebřička pestrá (Taeniopygia guttata)

## Záměna
Často dochází k záměně s motolicí Urogonimus macrostomus. Ty však mají sporocysty nebarevné a nezasahují do tykadel.

## Zombie šnek
V populární literatuře je plž jantarka (Succinea) se sporocystou motolice podivné často označován jako zombie šnek.

## Další druhyLeucochloridium
Leucochloridium variae - neboli Leucochloridium fuscostriatum, Leucochloridium perturbatum je velmi podobná motolici podivné, největší rozdíl je ve zbarvení sporocyst, jelikož je má hnědě pruhované. Vyskytuje se v Michigan, Iowa, Nebraska, Ohio, Polsko, Česká republika a další.
Leucochloridium holostomum - má také do hněda zbarvené sporocysty a nachází se např. v České republice, na Slovensku (Rudolphi, 1819)
Leucochloridium phragmitophila - Bykhovskaja-Pavlovskja & Dubinina, 1951
Leucochloridium vogtianum - McIntosh, 1932
Leucochloridium passeri - Taiwan